# Евдокимов, Пётр Егорович
Пётр Егорович Евдокимов (1793—после 1838) — офицер Российской императорской армии, участник Отечественной войны 1812 года, Бородинского сражения, подполковник. Командир Кондукторских рот Учебного морского рабочего экипажа.

## Биография
Пётр Егорович Евдокимов родился в 1793 году. В 1808 году, в возрасте 15 лет, поступил унтер-офицером в Уфимский пехотный полк. Через три месяца произведён в портупей-прапорщики. В сентябре 1809 года в составе Уфимского полка участвовал в походе в Австрийскую Галицию. В декабре 1811 года произведён в прапорщики.
В начале августа 1812 года, Евдокимов в ходе Отечественной войны участвовал в перестрелках с французами около города Смоленска, 5 августа был ранен пулей в правую челюсть. Пулю врачи не смогли извлечь, отчего он впоследствии страдал от болей. 26 августа того же года Пётр Егорович участвовал в составе Уфимского пехотного полка в Бородинском сражении, отличился при штыковой контратаке батареи Н. Н. Раевского. В октябре 1812 года Евдокимов участвовал в боях при Малом Ярославце, в декабре того же года — в Герцогстве Варшавском, где он был произведён в подпоручики.
Участвовал в заграничных кампаниях 1813 и 1814 годов, сражался в Восточной Пруссии, под Ютербоке участвовал в генеральном сражении при Лейпциге и взятии 4-х укреплений при устье реки Везер, за взятие Парижа был награжден серебряной медалью «За взятие Парижа». Летом 1814 года Уфимский полк возвратился в Россию. Но уже в апреле 1815 года вновь направлен во Францию, и в декабре вернулся в Россию. В 1816 году Евдокимов был произведен в поручики. В 1818 году уволен по ранению в отставку штабс-капитаном с мундиром и пенсионом полкового жалованья. Через десять месяцев вновь был принят на службу в 6-й военно-рабочий батальон. В 1820 году за отличия по службе был произведен в капитаны, через год — в майоры и назначен командиром батальона. За отличную службу и усердие по военному поселению был пожалован орденом Святого Владимира 4-й степени.
В 1827 году Евдокимов за отличие произведён в подполковники, 5 декабря того же года назначен командиром Кондукторских рот Учебного морского рабочего экипажа. 6 февраля 1829 года, по прошению за раною, уволен от службы с мундиром и прежним пенсионом, полученным за рану.
По уходу в отставку Евдокимов переехал в деревню Гнездовка Оренбургского уезда, где жили его сестра — Мария Егоровна Кочкина и племянник (по некоторым сведениям — его двоюродный брат) — майор Лев Васильевич Соколов, также герой войны 1812 года, отец Екатерины Львовны Соколовой (1819—1872) — второй жены создателя «Толкового словаря живого великорусского языка» В. И. Даля, с которым Евдокимов неоднократно встречался в Гнездовке.
В 1838 году подполковник Евдокимов подал прошение на имя Николая I о получении права на дворянство. В семье Евдокимова была дочь Вера, в замужестве Базилева умерла в 1913 году. Евдокимов владел им же основанным помещичьем селом Егорьевка (ныне Сакмарский район) Оренбургского уезда Оренбургской губернии. Это село, находящееся в 4 верстах от Гнездовки, он назвал в честь своего отца. В этом же селе на свои средства и средства своей сестры Марии Егоровны Кочкиной, построил церковь во имя Святого Архангела Михаила